# Dorota Kwaśniewska
Dorota Kwaśniewska z domu Bojarska (ur. 8 lutego 1970 w Głowaczowie) – polska polityk, nauczycielka, posłanka na Sejm IV kadencji.

## Życiorys
W 1995 ukończyła studia na Wydziale Geografii, a w 2000 na Wydziale Pedagogicznym Uniwersytetu Warszawskiego. Podjęła pracę jako nauczycielka w szkole w Brzózie. Prowadziła też działalność gospodarczą.
W wyborach parlamentarnych w 2001 została posłanką IV kadencji, wybraną z listy Samoobrony RP w okręgu piotrkowskim (otrzymała 4432 głosy). Zasiadała w Komisji Edukacji, Nauki i Młodzieży, Komisji do Spraw Kontroli Państwowej oraz w Komisji Polityki Społecznej i Rodziny. W 2002 wystąpiła z klubu parlamentarnego Samoobrony RP. Wstąpiła wówczas do Polskiego Bloku Ludowego, a w 2004 przeszła do klubu parlamentarnego Polskiego Stronnictwa Ludowego.
W wyborach parlamentarnych w 2005 nie uzyskała ponownie mandatu, kandydując z listy tej partii w okręgu radomskim (uzyskała 2286 głosów). Przed wyborami samorządowymi w 2006 znalazła się na unieważnionej przed głosowaniem liście kandydatów KWW „Samorządne Mazowsze” do sejmiku mazowieckiego. Następnie związała się z Sojuszem Lewicy Demokratycznej.
W wyborach parlamentarnych w 2011 bez powodzenia kandydowała z ramienia SLD do Senatu. Otrzymała 11 448 głosów, zajmując ostatnie miejsce spośród czterech kandydatów.

## Życie prywatne
Jest żoną Dariusza Kwaśniewskiego, byłego wójta gminy Głowaczów. Mają dwoje dzieci.